# Chotis

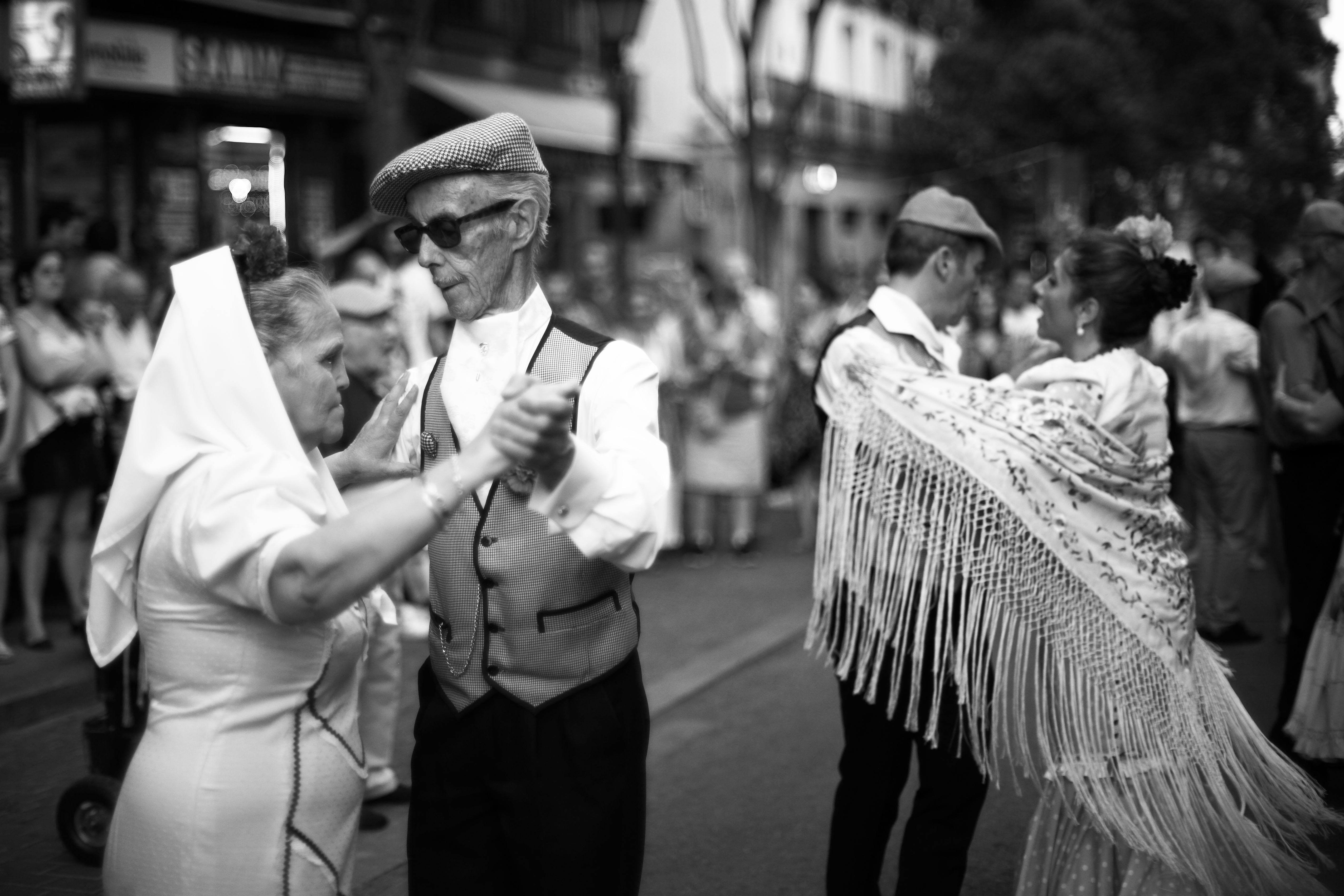
Il ballo del chotis durante le celebrazioni di San Cayetano a Madrid (agosto 2017)

Il chotis è un tipo di musica e ballo tipico di Madrid, capitale della Spagna.
Sebbene sia di introduzione relativamente recente (si dice sia stato ballato per la prima volta nel Palazzo reale di Madrid la sera del 3 novembre 1850), il chotis ha saputo diffondersi rapidamente in tutti gli strati della popolazione arrivando a diventare la danza tipica della città, celebrata in tutte le sue verbene.
Il suo nome deriva dal termine tedesco "Schottisch" (scozzese), una danza centro-europea di origine boema, le cui radici sono state individuate in un ballo scozzese. Il chotis fu di gran moda in tutta Europa nel XIX secolo. 
Si balla in coppia, faccia a faccia, accompagnati dalla musica di un organo a rullo; secondo il giornalista José Ayala, il chotis e l'organillo furono introdotti a Madrid da un immigrato siciliano di nome Antonio Apruzzesse, che a sua volta li aveva conosciuti a Vienna.
Durante il ballo, l'uomo tiene con la sinistra la mano della donna mentre con la destra le cinge il fianco o la tiene nella propria tasca; la donna quindi balla girando intorno all'uomo, che invece gira su sé stesso senza spostarsi, restando coi piedi uniti, il peso sulle punte e lo sguardo in avanti, si dice che per il chotis l'uomo non dovrebbe aver bisogno di più spazio di quello di una mattonella; la musica indica poi quando cambiare il senso del giro e quando fare tre passi indietro e tre passi avanti, per poi ricominciare a girare. Le donne, di norma,  ballano indossando uno scialle di Manila, mentre gli uomini portano una parpusa, il tipico copricapo madrileno simile alla coppola.
Tra i chotis più popolari, vale sicuramente la pena di menzionare "Madrid, Madrid, Madrid" del compositore messicano Agustín Lara.